# Marche trévisane
La Marche trévisane est une ancienne région historique d'Italie. S'étendant de Garde au Carso, son territoire comprenait les diocèses de Trévise, Bellune, Feltre et Ceneda.
Elle était bornée par les Préalpes vicentines, le Muson, la lagune de Venise et le Noncello, d'où la devise Monti Musoni Ponto dominorque Naoni en usage dès 1162.
Avec le temps, elle se confondit avec la marche de Vérone (Vérone, Vicence et Padoue).
La région fut dominée au Moyen Âge par les guelfes Caminesi et les gibelins Ezzelini. Passée sous le contrôle de la république de Venise, elle forma l'une des provinces du Domini di Terraferma (c'est-à-dire « domaines de terre-ferme », qui regroupaient les possessions italiennes de Venise à l'exception du Dogado), et était subdivisée en Trévisan, Feltrin, Bellunais et Cadorin.
De nos jours, l'expression désigne la province de Trévise.